# Isabel Amália de Hesse-Darmstadt
Isabel Amália Madalena de Hesse-Darmstadt (em alemão:  Elisabeth Amalie Magdalene von Hessen-Darmstadt ; 20 de março de 1635 – 4 de agosto de 1709) foi uma princesa-eleitora do Palatinado.

## Família
Isabel Amália era a quinta dos quinze filhos do conde Jorge II de Hesse-Darmstadt e da duquesa Sofia Leonor da Saxónia. Os seus avós paternos eram o conde Luís V de Hesse-Darmstadt e a marquesa Madalena de Brandemburgo. Os seus avós maternos eram o eleitor João Jorge I da Saxónia e a duquesa Madalena Sibila da Prússia.

## Vida
Isabel Amália foi criada de forma muito conservadora pela sua mãe, uma luterana devota. Era atraente, com um cabelo loiro apelativo, uma característica que conservou até à velhice e que foi herdada pelas suas filhas Leonor Madalena e Doroteia Sofia que era conhecida principalmente pelo seu cabelo.

## Casamento
No dia 3 de setembro de 1653, Isabel casou-se em Langenschwalbach com o conde palatino Filipe Guilherme de Neuburgo, que se tornaria depois príncipe-eleitor do Palatinado. O seu marido era quase vinte anos mais velho do que ela e era herdeiro de um dos estados mais importantes do Sacro Império Romano-Germânico.
Apesar da sua educação fortemente luterana, Isabel converteu-se ao catolicismo no dia 1 de novembro de 1653 na presença do marido e do arcebispo de Colónia, Maximiliano Henrique da Baviera.
A união de trinta e sete anos foi vista como muito feliz, produzindo dezassete filhos, a maioria dos quais ainda possui descentes nos dias de hoje. Nos primeiros anos de casamento, o casal viveu em Dusseldórfia, onde construíram muitas igrejas e mosteiros. Mais tarde mudaram-se para Neuburgo, onde Isabel viria a morrer, quase vinte anos depois do marido.

## Descendência
| Nome                     | Pintura | Nascimento             | Morte                  | Notas |
| ------------------------ | ------- | ---------------------- | ---------------------- | --- |
| Leonor Madalena          |         | 6 de janeiro de 1655   | 19 de janeiro de 1720  | Casou-se com Leopoldo I do Sacro Império Romano-Germânico, com descendência. |
| Maria Adelaide           |         | 6 de janeiro de 1656   | 22 de dezembro de 1656 | Morreu na infância. |
| Sofia Isabel             |         | 25 de maio de 1657     | 7 de fevereiro de 1658 | Morreu na infância. |
| João Guilherme           |         | 19 de abril de 1658    | 8 de junho de 1716     | Casou-se primeiro com a arquiduquesa Maria Ana Josefa de Áustria, sem descendência sobrevivente; casou-se depois com Ana Maria Luísa de Médici, sem descendência.                                                       |
| Wolfgang Jorge Frederico |         | 5 de junho de 1659     | 4 de junho de 1683     | Morreu solteiro e sem descendência. |
| Luís Antônio             |         | 9 de junho de 1660     | 4 de maio de 1694      | Morreu solteiro e sem descendência. |
| Carlos III Filipe        |         | 4 de novembro de 1661  | 31 de dezembro de 1742 | Casou-se primeiro com Luísa Carolina Radziwiłł, com descendência; casou-se depois com Teresa Lubomirska, sem descendência sobrevivente; casou-se por último com Violante Theresia de Thurn und Taxis, sem descendência. |
| Alexandre Sigismundo     |         | 16 de abril de 1663    | 24 de janeiro de 1737  | Príncipe-Bispo de Augsburgo. |
| Francisco Luís           |         | 18 de julho de 1664    | 6 de abril de 1732     | Príncipe-Arcebispo de Wrocław. |
| Frederico Guilherme      |         | 20 de julho de 1665    | 23 de julho de 1683    | Morreu solteiro e sem descendência. |
| Maria Sofia Isabel       |         | 6 de agosto de 1666    | 4 de agosto de 1699    | Casou-se com o rei Pedro II de Portugal, com descendência. |
| Maria Ana                |         | 28 de outubro de 1667  | 16 de julho de 1740    | Casou-se com o rei Carlos II de Espanha, sem descendência. |
| Filipe Guilherme Augusto |         | 19 de novembro de 1668 | 5 de abril de 1693     | Casou-se com a duquesa Ana Maria Francisca de Saxe-Lauemburgo, com descendência. |
| Doroteia Sofia           |         | 5 de julho de 1670     | 15 de setembro de 1748 | Casou-se com Eduardo, Príncipe herdeiro de Parma, com descendência. |
| Edviges Isabel           |         | 18 de julho de 1673    | 10 de agosto de 1722   | Casou-se com Jaime Luís Sobieski, com descendência. |
| João                     |         | 1 de fevereiro de 1675 | 2 de fevereiro de 1675 | Morreu recém-nascido. |
| Leopoldina Leonor Josefa |         | 27 de maio de 1679     | 8 de março de 1693     | Morreu na pré-adolescência. |